# 1874
1874. је била проста година.

## Догађаји

### Јануар
- 25. јануар — Сима Лозанић је постао редовни професор на катедри за хемију и хемијску технологију на Великој школи у Србији.

### Фебруар
- 19. фебруар — Виктор Иго је објавио роман Вандеја се буни.

## Рођења

### Јануар
- 5. јануар — Џозеф Ерлангер, амерички физиолог.
- 25. јануар — Самерсет Мом, енглески драматург.

### Фебруар
- 3. фебруар — Гертруда Стајн, америчка књижевница.
- 15. фебруар — Ернест Шеклтон, ирски истраживач.
- 15. фебруар — Роберт Фрост, амерички књижевник
- 17. фебруар — Томас Џон Вотсон, амерички предузетник.

### Март
- 5. март — Хари Худини, амерички мађионичар.

### Април
- 15. април — Јоханес Старк, немачки физичар.
- 18. април — Ивана Брлић-Мажуранић, хрватска књижевница.
- 25. април — Гуљелмо Маркони, италијански инжењер. († 1937).
- 25. април — Карл Краус, аустријски књижевник и новинар.

### Мај
- 9. мај — Хауард Картер, енглески археолог
- 26. мај — Анри Фарман, француски пилот и конструктор авиона.
- 29. мај — Гилберт Кит Честертон, енглески филозоф.

### Јун
- 16. јун — Артур Мијен, канадски политичар.

### Јул
- 26. јул — Сергеј Кусевицки, руско-амерички диригент и композитор.
- 28. јул — Хоакин Торес Гарсија, уругвајски сликар.

### Август
- 10. август — Херберт Хувер, 31. председник САД
- 22. август — Макс Фердинанд Шелер, немачки филозоф
- 27. август — Карл Бош, немачки хемичар.

### Септембар
- 13. септембар — Арнолд Шенберг, аустријско-амерички композитор.
- 21. септембар — Густав Холст, енглески композитор
- 23. септембар — Ернст Штерувиц, аустријски политичар. († 1952)

### Октобар
- 8. октобар — Иштван Бетлен, мађарски политичар
- 27. октобар — Овен Јонг, амерички индустријалац и адвокат. († 1962).

### Новембар
- 13. новембар — Маргерит Лонг, француска пијанисткиња († 1966)
- 14. новембар — Јохан Шобер, аустријски политичар, први председник Интерпола и канцелар Аустрије у три наврата. († 1932)
- 27. новембар — Хаим Вајцман, израелски државник и хемичар.
- 30. новембар — Винстон Черчил, британски политичар и премијер Уједињеног Краљевства
- 30. новембар — Пол Масон, француски бициклиста. (†1945).

### Децембар
- 1. децембар — Вилијам Лајон Макензи Кинг, канадски политичар

## Смрти

### Март
- 8. март — Милард Филмор, 13. председник САД. (*1800)

### Јун
- 21. јун — Андерс Јонас Ангстрем, шведски физичар. (*1814)
- 22. јун — Илија Гарашанин, српски политичар. (*1812)